# Crème d'amandes
La crème d'amandes, parfois appelée crème amandine,, est une préparation typique de la cuisine française qui entre dans la composition de certaines pâtisseries, telles que les galettes, les pithiviers, les dartois ou les tartes aux fruits, ou d'autres crèmes (comme la crème frangipane).
Elle est composée de beurre en pommade, de poudre d'amandes, de sucre, d'œufs, de farine[réf. souhaitée], le tout fouetté à froid. Elle est traditionnellement parfumée au rhum.